# Stokpaardrijden
Stokpaardrijden of hobbyhorsing is een sport of hobby waarbij de ruiter een stokpaard tussen de benen houdt en oefeningen doet. Op een stokpaard zijn verschillende rijsporten mogelijk, zoals dressuur, springen, cross en western.
Stokpaardrijden is een officiële sport in Finland, waar de sport in 2017 zo'n 10.000 beoefenaars had en er wedstrijden worden gehouden. De Finse regisseur Selma Vilhunen maakte een documentaire over de sport, Hobbyhorse Revolution (2017).

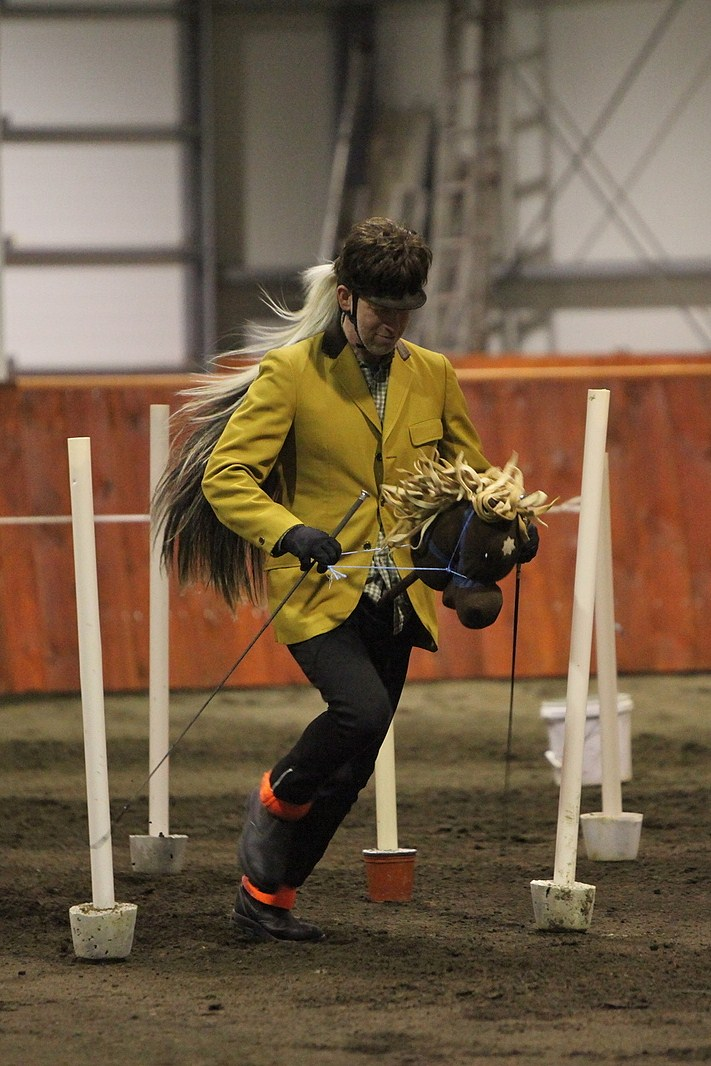
Stokpaardrijder in IJsland (2009)

Op het eerste Belgische Kampioenschap in 2021 won Average Rob in meerdere disciplines en werd een maal tweede in de categorie springen. Dit gaf de sport een grotere bekendheid.
Op 28 augustus 2022 had het eerste wereldkampioenschap stokpaardrijden plaats in het Belgische Geraardsbergen in vier disciplines: dressuur, zowel klassiek als freestyle, jumping, sprint en de schoonheidsprijs.
- Nationale Bibliotheek van Tsjechië: ph1224609